# Hrvatska pravda
Hrvatska pravda je bila hrvatski emigrantski list.
Izlazila je u Stuttgartu od 1974.

## Vanjske poveznice i izvori
- Bibliografija Hrvatske revije  Arhivirana inačica izvorne stranice od 20. lipnja 2006. (Wayback Machine) Franjo Hijacint Eterović: Trideset godina hrvatskog iseljeničkog tiska 1945-1975.